# Filosofia dell'informazione
La filosofia dell'informazione è una nuova disciplina filosofica applicata alla tecnologia dell'informazione.

## Storia
La FI ha le sue radici storiche nelle ricerche tecniche e filosofiche di Norbert Wiener, Alan Turing, William Ross Ashby, Claude Shannon, Warren Weaver e di molti altri scienziati, informatici e filosofi, risalenti fino ai primi degli anni cinquanta; e successivamente nelle ricerche di Fred Dretske, Jon Barwise, Brian Cantwell Smith e altri.
È stata stabilita come una coesiva area di ricerca negli anni 1990, grazie alle ricerche di Luciano Floridi, che è stato anche il primo a coniare e usare l'espressione filosofia dell'informazione nel senso tecnico sopra indicato.

## Branche
Essa può essere utilizzata nell'ambito di:
1. indagine critica sulla natura concettuale e i principi basilari dell'informazione, incluse le sue dinamiche (in particolare: la computazione, ossia la manipolazione meccanica di dati e il flusso informazionale consistente nei vari processi di raccolta, registrazione e scambio di informazioni), il suo utilizzo (la cosiddetta etica informatica o information ethics), e le sue scienze; e
2. elaborazione di metodologie teoretico-informazionali e computazionali applicabili ai problemi filosofici.